# Greatest Hits (album của Enrique Iglesias)
Greatest Hits là một album tổng hợp của nam ca sĩ nhạc pop người Tây Ban Nha Enrique Iglesias. Album bao gồm các ca khúc trong 4 album tiếng Anh trước đó của anh, ngoài ra có ca khúc mới: "Away" (hợp tác với Sean Garrett) và "Takin' Back My Love" (hợp tác với Ciara) đã được phát hành làm hai đĩa đơn của album. Ở Hoa Kỳ, album đã được phát hành ngày 11 tháng 11 năm 2008. Ước tính hiện tại album đã bán được 1 triệu bản.
"Takin' Back My Love" là đĩa đơn hit của Iglesias từ album, lọt vào top 10 ở rất nhiều quốc gia trên thế giới.

## Danh sách bài hát
| STT | Nhan đề                                                                                            | Thời lượng |
| --- | -------------------------------------------------------------------------------------------------- | ---------- |
| 1.  | "Bailamos" (Single Mix)                                                                            | 3:33       |
| 2.  | "Away" (hợp tác với Sean Garrett)                                                                  | 3:59       |
| 3.  | "Hero"                                                                                             | 4:24       |
| 4.  | "Be With You"                                                                                      | 3:41       |
| 5.  | "Takin' Back My Love" (hợp tác với Ciara)                                                          | 3:50       |
| 6.  | "Rhythm Divine"                                                                                    | 3:30       |
| 7.  | "Do You Know? (The Ping Pong Song)"                                                                | 3:38       |
| 8.  | "Tired of Being Sorry"                                                                             | 4:02       |
| 9.  | "Escape"                                                                                           | 3:29       |
| 10. | "Could I Have This Kiss Forever" (cùng Whitney Houston)                                            | 3:55       |
| 11. | "Not in Love" (Video Edit/Radio Mix - hợp tác với Kelis)                                           | 3:42       |
| 12. | "Don't Turn Off the Lights"                                                                        | 3:47       |
| 13. | "Love to See You Cry"                                                                              | 4:07       |
| 14. | "Maybe"                                                                                            | 3:15       |
| 15. | "Addicted"                                                                                         | 5:02       |
| 16. | "Somebody's Me"                                                                                    | 3:59       |
| 17. | "Can You Hear Me" (Ca khúc chính thức của UEFA Euro 2008)                                          | 3:43       |
| 18. | "Miss You" (Phiên bản 2008 - hợp tác với Nâdiya - Bonus track phiên bản Brasil và Pháp)            | 4:04       |
| 19. | "Push" (hợp tác với Lil Wayne) - Bonus track iTunes Hoa Kỳ)                                        | 3:51       |
| 20. | "Hero" (Christopher Lawrence Remix - Bonus track phiên bản Anh)                                    | 7:51       |
| 21. | "Takin' Back My Love (Sans l'ombre d'un remord)" (hợp tác với Tyssem - Bonus track phiên bản Pháp) | 3:51       |
| 22. | "Takin' Back My Love" (hợp tác với Sarah Connor) - Phiên bản châu Âu)                              | 3:54       |
| 23. | "Not In Love" (Bill Hamel Remix - Bonus track bản đặc biệt)                                        | 6:59       |

### Bản đặc biệt (Bonus DVD)
1. "Bailamos" (Non soundtrack version) (video âm nhạc) - 3:31
2. "Rhythm Divine" (video âm nhạc) - 3:30
3. "Hero" (video âm nhạc) - 4:23
4. "Escape" (video âm nhạc) - 3:32
5. "Love To See You Cry" (video âm nhạc) - 3:52
6. "Addicted" (video âm nhạc) - 4:42
7. "Do You Know? (The Ping Pong Song)" (video âm nhạc) - 5:07
8. "Tired Of Being Sorry" (video âm nhạc) - 4:35
9. "Can You Hear Me?" (Ca khúc chính thức của UEFA Euro 2008) (video âm nhạc) - 3:45
10. "Tired Of Being Sorry" (trực tiếp ở Belfast) - 4:57
11. "Be With You" (trực tiếp ở Belfast) - 3:41

## Xếp hạng
| Bảng xếp hạng (2008 – 2009)     | Vị trí cao nhất | Doanh số | Chứng nhận  |
| ------------------------------- | --------------- | -------- | ----------- |
| Australian Albums Chart         | 65              |          |             |
| Belgium (Flanders) Albums Chart | 5               | 15.000+  | Vàng        |
| Belgium (Wallonia) Albums Chart | 17              | 15.000+  | Vàng        |
| Danish Albums Chart             | 15              |          |             |
| Dutch Albums Chart              | 4               |          |             |
| European Top 100 Albums         | 14              | 700.000+ |             |
| French Compilations Chart       | 2               | 100.000+ | Vàng        |
| Finnish Albums Chart            | 23              |          |             |
| Greek Albums Chart              | 18              |          |             |
| Irish Albums Chart              | 9               | 80.000+  | 2× Bạch kim |
| Norwegian Albums Chart          | 3               |          |             |
| Portuguese Albums Chart         | 27              |          |             |
| Russian Albums Chart            | 15              |          |             |
| Swiss Albums Chart              | 24              |          |             |
| Swedish Albums Chart            | 2               | —        |             |
| UK Albums Chart                 | 3               | 450.000  | Bạch kim    |
| US Billboard 200                | 80              | 50.000+  |             |